# Chipotle
Pour la chaîne de restauration rapide, voir Chipotle Mexican Grill.

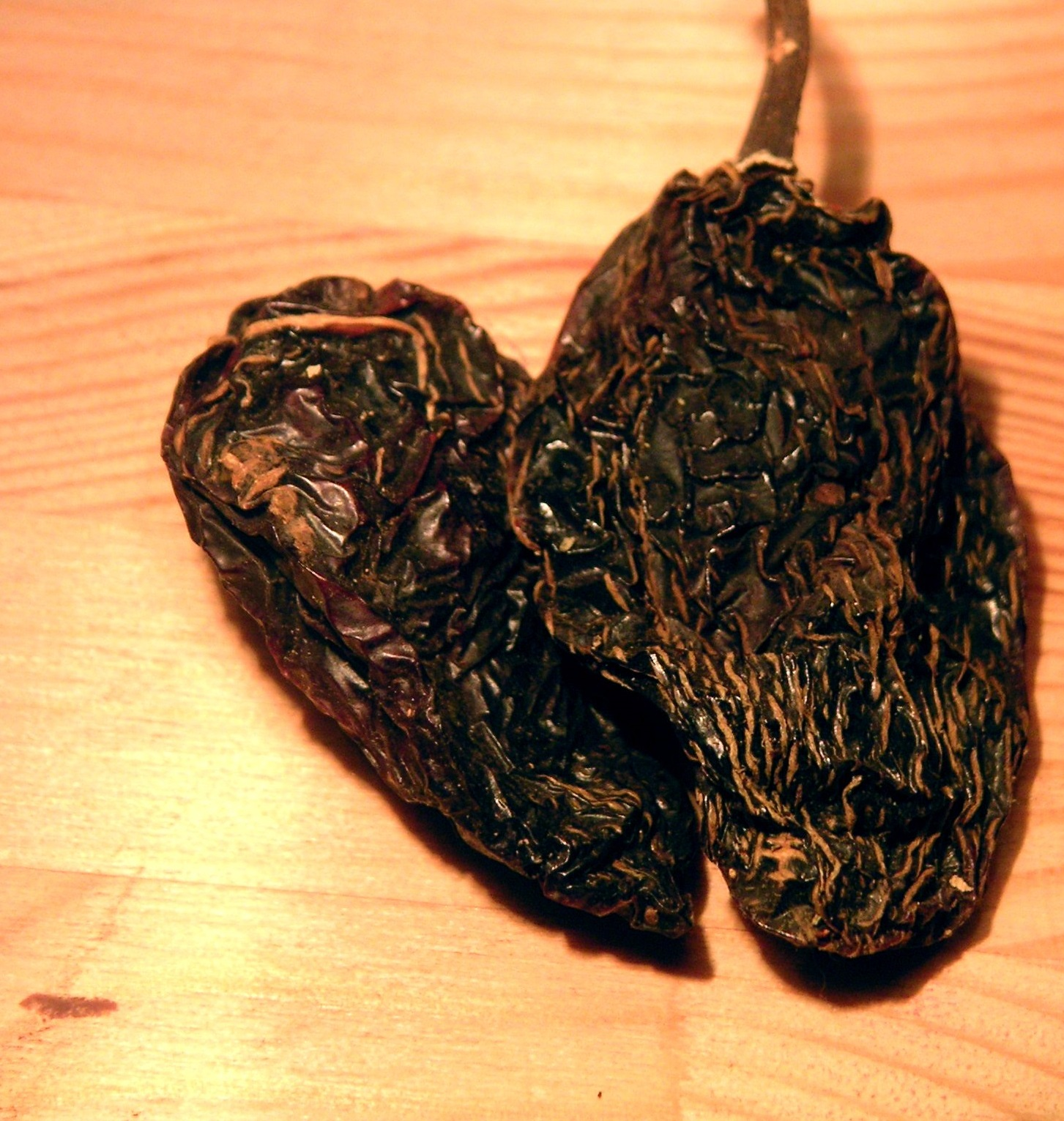
Chipotle obtenu à partir de jalapeño.

Le chipotle, également appelé chilpoctle ou chilpotle, est une préparation séchée et fumée du piment jalapeño, un peu plus forte que ce dernier (5 000 à 10 000 sur l'échelle de Scoville contre 2 500 à 8 000).

## Utilisation
On le retrouve dans de nombreuses variétés de sauces et dans les plats de la cuisine mexicaine.

## Étymologie
Le chipotle tire son nom du nahuatl chilpoctli, ou pochilli, des racines chil (piment) et poctli (fumé).
Son nom vient du mot nahuatl chīlpoctli (prononciation nahuatl : [t͡ʃiːlˈpoːkt͡ɬi]), qui signifie " piment fumé ". 

## Histoire
La technique de séchage par fumée des jalapeños remonte aux premières pratiques de conservation des aliments utilisées en Mésoamérique, avant même les Aztèques.

## Production
Le piment Jalapeño (Capsicum annuum) est l'un des ingrédients les plus typiques de la cuisine mexicaine. Ce piment est consommé à raison de 7 à 9 kg par an et par habitant. Il est surtout consommé frais mais aussi sous différentes formes telles que mariné, séché et fumé. Les variétés de Jalapeño diffèrent par leur taille et leur force. En général, un cultivateur passe plusieurs fois dans un champ de jalapeños pour cueillir les jalapeños verts non mûrs destinés au marché. Les jalapeños sont verts pendant la majeure partie de la saison, mais à l'automne, qui correspond à la fin de la saison de pousse, ils mûrissent naturellement et deviennent rouge vif. Au Mexique et aux États-Unis, il existe un marché croissant pour les jalapeños rouges mûrs (dernier stade de maturation). Lorsqu'ils sont d'un rouge profond et qu'ils ont perdu une grande partie de leur humidité, ils sont cueillis pour être transformés en chipotles.
Le fumage est une technique courante de conservation des aliments qui confère un arôme et une saveur distinctifs. Il est traditionnellement effectué dans un fumoir ouvert. Le processus de fumage peut affecter les propriétés structurelles, chimiques et nutritionnelles des aliments. En outre, le type de bois utilisé dans le processus de fumage a un impact sur l'aliment fumé qui en résulte. Le fumage des jalapeños remonte à plusieurs siècles et était principalement utilisé par les Aztèques, dont on pense qu'ils conservaient les piments en les fumant, un procédé qu'ils utilisaient également sur les viandes. Le processus de production du chipotle implique l'utilisation de bois de chauffage pour sécher et fumer le jalapeño rouge pendant une période de six jours dans une installation de fumage ouverte. La température est maintenue entre 65 et 75 °C, en utilisant principalement du bois de pécan (Carya illinoinensis).

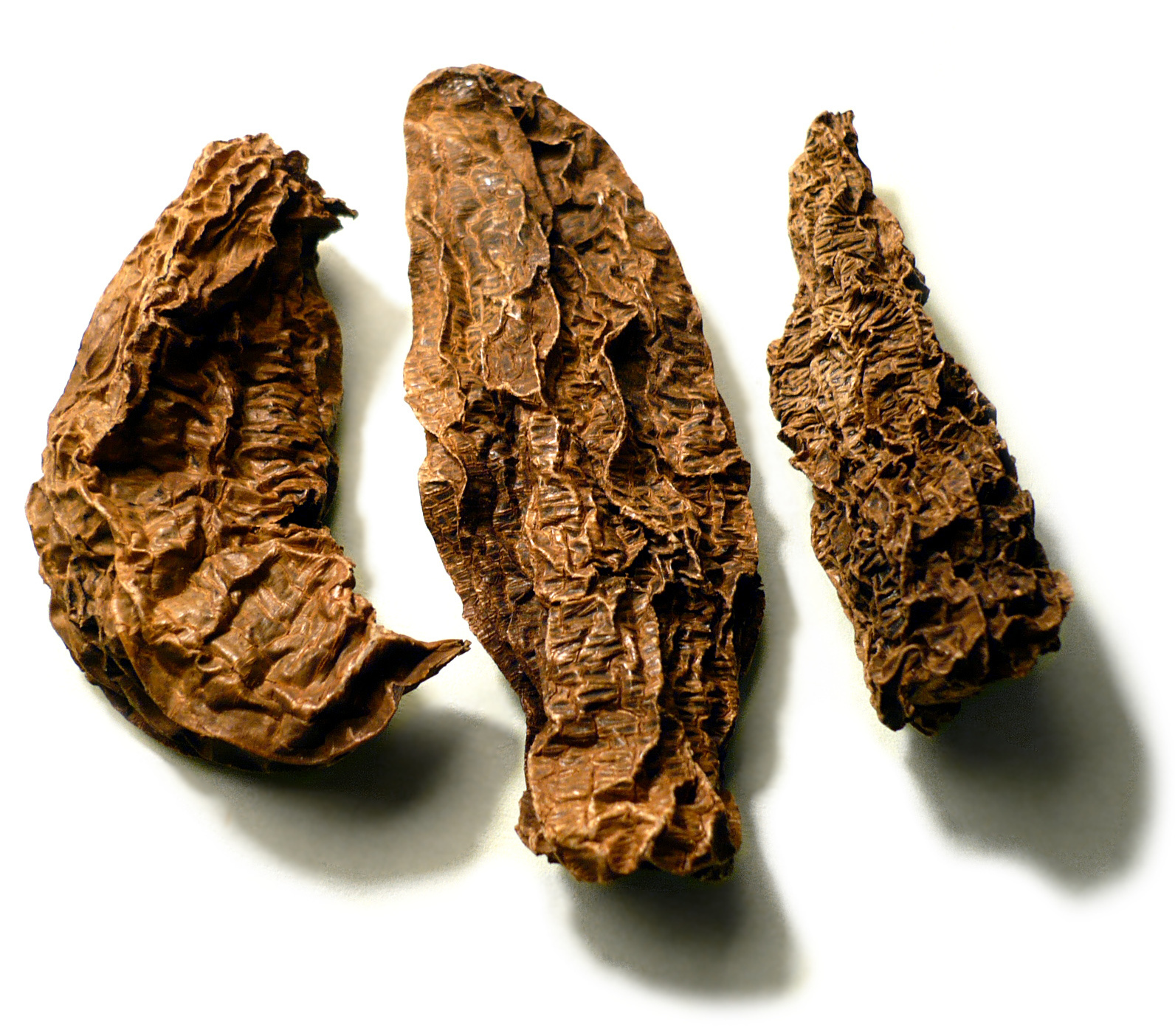
Variété de chipotle meco.